# Abraham Megerle

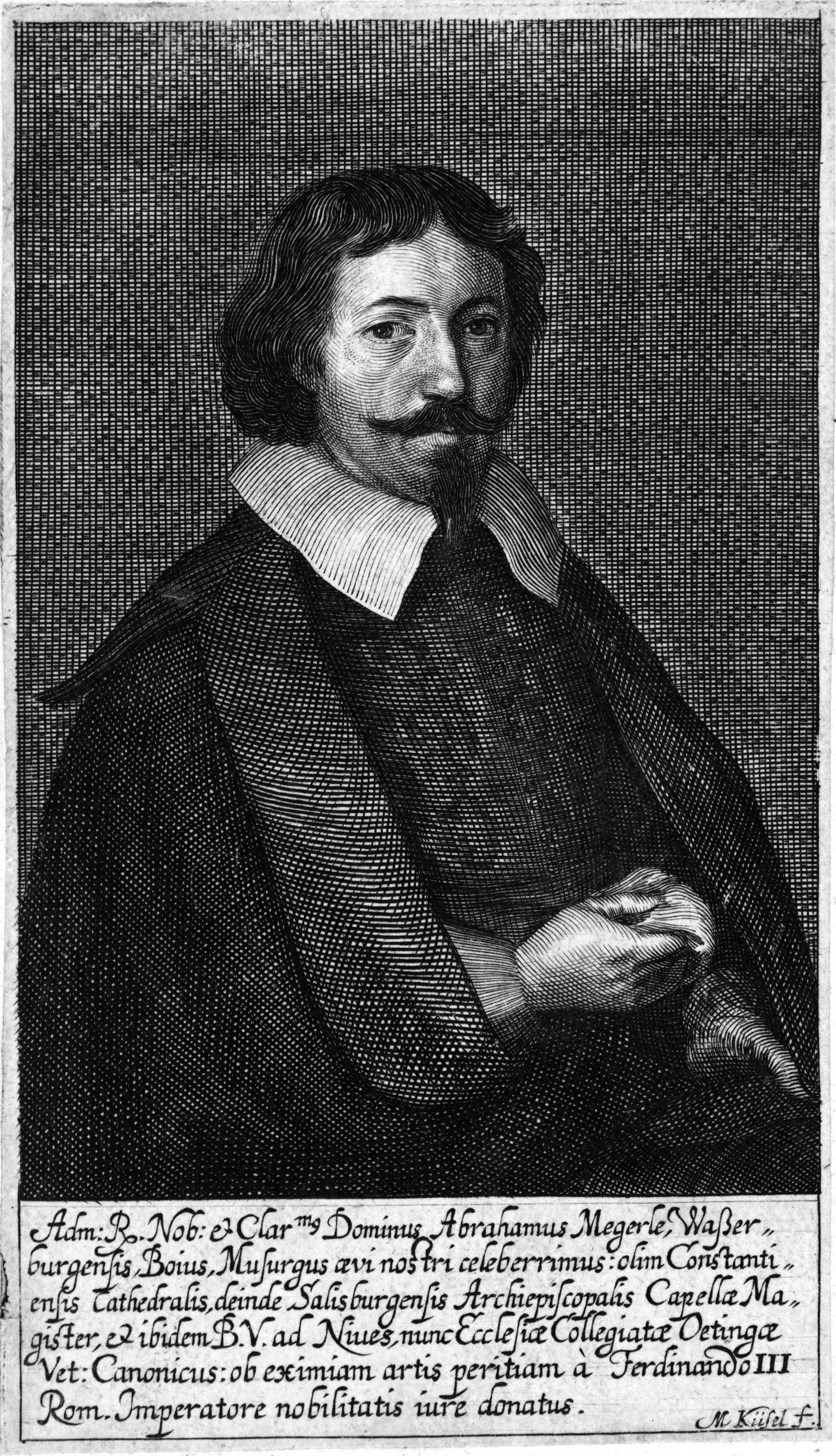
Abraham Megerle, Stich von Matthäus Küsel

Abraham Megerle (* 9. Februar 1607 in Wasserburg am Inn; † 29. Mai 1680 in Altötting) war katholischer Priester, Kirchenkomponist und Kirchenmusiker, sowie Apostolischer Protonotar. Sein Neffe, der Prediger Abraham a Sancta Clara (Johann Ulrich Megerle), wurde von ihm gefördert und benannte sich nach ihm.

## Leben
Abraham Megerle kam 1607 im oberbayerischen Wasserburg am Inn zur Welt, wo heute eine Straße nach ihm benannt ist. 1617 wurde der Junge als Sänger in die Kapelle der Erzherzogin Anna Katharina zu Innsbruck aufgenommen, wo er studierte und musikalischen Unterricht bei Johann Stadlmayr erhielt. Seit 1621 diente er als Diskant und später als Organist in der Hofkapelle Erzherzog Leopolds V. von Tirol.
Im Jahre 1634 berief Bischof Johann IV. von Waldburg den jungen Mann, der inzwischen auch Priester geworden war, zum Domkapellmeister in Konstanz. In dieser Eigenschaft wirkte Megerle dort, bis er 1640 als fürsterzbischöflicher Kapellmeister nach Salzburg ging. Dort, wie zuvor schon in Konstanz, nahm er sich intensiv der Organisation und Förderung der Kirchenmusikpflege in der Diözese an.
1651 zog sich Abraham Megerle als Kanoniker an das Kollegiatstift Altötting zurück. Seine Erhebung in den Adelsstand 1652 durch Kaiser Ferdinand III. und die Ernennung zum Apostolischen Protonotar durch Papst Alexander VII. 1662 belegen eine kontemporäre, überregionale Bekanntheit und Wertschätzung.
1654 schenkte Megerle seinem Lieblingskloster, dem Dominikanerinnenkonvent Zoffingen in Konstanz, das er später auch zu seinem Universalerben einsetzte, eine Kopie des Gnadenbildes von Altötting, die seither dort als „Mutter der heiligen Hoffnung“ verehrt wird.
Abraham Megerle war der Förderer seines Neffen Johann Ulrich Megerle, der unter dem Namen Abraham a Sancta Clara zu den berühmtesten Predigern deutscher Sprache gehört. Der Onkel finanzierte dem Neffen das Studium an der Universität Ingolstadt und unterstützte ihn, wo immer er konnte. Beim Tode seines Vaters überließ Abraham a Sancta Clara dem Onkel die komplette Erbschaft in Höhe von 150 Gulden, da er schon so „viel Unkosten an ihn gewendet“ habe. Auch den Ordensnamen Abraham a Sancta Clara nahm er ihm zu Ehren an.
Der komponierende Geistliche verstarb 1680 als Kanonikus im Augustiner-Chorherren Kollegiatstift zu Altötting.

## Werk
Die unter seinem Namen überlieferten geistlichen Werke, hauptsächlich Motetten, Propriumsgesänge, Hymnen, aber auch ganze Messen, sind zu einem großen Teil nur fragmentarisch erhalten, darunter die beiden Individualdrucke Ara musica 1647 und Psalmodia Jesu et Mariae sacra 1657. Etwa 150 Kompositionen sind gesicherte Arbeiten Megerles, von denen aber wieder nur ein Teil komplett vorhanden bzw. rekonstruierbar ist. Laut dem Österreichischen Musiklexikon weisen sie „ein breites stilistisches Spektrum auf, das von der Monodie über den vier- und fünfstimmigen Stile-Antico-Satz bis zur groß besetzten mehrchörigen Anlage nach dem Vorbild des sog. römischen Kolossalstils reicht“.
Seine Kompositionssammlung Ara musica mit 108 geistlichen Werken widmete er 1647 dem Fürsterzbischof von Salzburg.
1672 publizierte er sein Speculum musico-mortuale (Musicalischer Todtenspiegel), ein Andachtsbuch zur Vergegenwärtigung des Todes, mit selbstverfassten Gebeten, Bibelzitaten, medizinischen Abbildungen und Darstellungen von zeitgenössischen Musikinstrumenten. Es finden sich darin autobiographische Bezüge.
Diverse Kompositionen sind neuzeitlich unter dem Titel Abraham Megerle – Geistliche Werke herausgegeben worden. In jüngster Zeit gibt es immer öfter Aufführungen seiner lange vergessenen Werke und auch CD-Einspielungen davon.
2010 standen die Musiktage „Alte Musik in Wasserburg“ mit zahlreichen Veranstaltungen unter dem Motto Die Musik des Wasserburgers Abraham Megerle.